# Chlamydia
Chlamydia è un genere di batteri gram-negativi, patogeni intracellulari obbligati.

## Descrizione
Di forma grossolanamente tondeggiante, immobili, devono necessariamente vivere all'interno di cellule eucariote, poiché privi degli enzimi necessari al metabolismo ossidativo. Sono pertanto dei parassiti endocellulari obbligati. Questa caratteristica, unita alle dimensioni molto piccole, li ha fatti ritenere per molto tempo dei virus.
Non sono dotati di parete cellulare formata da peptidoglicano, ma l'involucro esterno è costituito da una parete proteica interna ricca in cisteina con una seconda membrana che nella porzione più esterna presenta le caratteristiche del lipopolisaccaride e alcune proteine canale, le porine.
Questa particolare struttura impedisce la fusione del lisosoma con il fagosoma in cui la clamidia, penetrando nella cellula ospite, è inglobata; inoltre le caratteristiche della parete cellulare fanno sì che le clamidie presentino una scarsa o nulla sensibilità agli antibiotici β-lattamici.
Questo batterio ha un peculiare ciclo vitale caratterizzato dall'alternanza di due unità morfo-funzionali ben distinte (ciclo dimorfico): corpo elementare (ce) e corpo reticolare (cr).
Il primo è piccolo (200-300 nm), rotondo, con citoplasma denso e compatto e rappresenta la forma infettante. Il corpo reticolare è più grande (600-1000 nm), il citosol meno denso, è metabolicamente attivo, si moltiplica per scissione binaria e rappresenta la forma non infettante. Benché non sia presente la parete cellulare, il corpo elementare riesce a sopravvivere nell'ambiente grazie alla presenza di molteplici legami disolfuro tra le proteine della membrana.
|    | Proprietà                     | Grandezza   | Legami disolfuri tra proteine di membrana | Attività metabolica |
| -- | ----------------------------- | ----------- | ----------------------------------------- | ------------------- |
| CE | Infettante                    | 300-400 nm  | Sì                                        | No                  |
| CR | Sostiene il ciclo replicativo | 600-1000 nm | No                                        | Sì                  |

## Tassonomia
Il genere comprende tre specie:
- Chlamydia muridarum, patogena per topi e criceti;
- Chlamydia suis, patogena per i suini;
- Chlamydia trachomatis, patogena per l'uomo, causa tracoma endemico e infezioni genito-urinarie.

In passato venivano inquadrate in questo genere anche alcune specie, attualmente inquadrate nel genere Chlalmydophila, tra cui:
- La Chlamydophila psittaci (sin. Chlamydia psittaci), agente patogeno della psittacosi, malattia tipica dei volatili selvatici e domestici, trasmissibile anche ai mammiferi, tra cui l'uomo;
- La Chlamydophila pneumoniae che causa polmoniti atipiche e febbricole a deperimento lento.